# Logarit tự nhiên của 2
Giá trị thập phân của logarit tự nhiên của 2 (dãy số A002162 trong bảng OEIS) xấp xỉ bằng
{\displaystyle \ln 2\approx 0.693\,147\,180\,559\,945\,309\,417\,232\,121\,458.}
Logarit cơ số khác của 2 được tính bằng công thức
{\displaystyle \log _{b}2={\frac {\ln 2}{\ln b}}.}
Logarit cơ số 10 của 2 là ( A007524)
{\displaystyle \log _{10}2\approx 0.301\,029\,995\,663\,981\,195.}
Nghịch đảo của con số trên là logarit nhị phân của 10:
{\displaystyle \log _{2}10={\frac {1}{\log _{10}2}}\approx 3.321\,928\,095} ( A020862).
Theo định lý Lindemann–Weierstrass, logarit tự nhiên của bất kỳ số tự nhiên nào khác 0 và 1 (tổng quát hơn, của bất kỳ số đại số dương nào khác 1) là một số siêu việt.

## Biểu diễn dạng chuỗi

### Chuỗi giai thừa đảo dấu
{\displaystyle \ln 2=\sum _{n=1}^{\infty }{\frac {(-1)^{n+1}}{n}}=1-{\frac {1}{2}}+{\frac {1}{3}}-{\frac {1}{4}}+{\frac {1}{5}}-{\frac {1}{6}}+\cdots .} Đây là "chuỗi điều hòa đổi dấu" quen thuộc.
{\displaystyle \ln 2={\frac {1}{2}}+{\frac {1}{2}}\sum _{n=1}^{\infty }{\frac {(-1)^{n+1}}{n(n+1)}}.}
{\displaystyle \ln 2={\frac {5}{8}}+{\frac {1}{2}}\sum _{n=1}^{\infty }{\frac {(-1)^{n+1}}{n(n+1)(n+2)}}.}
{\displaystyle \ln 2={\frac {2}{3}}+{\frac {3}{4}}\sum _{n=1}^{\infty }{\frac {(-1)^{n+1}}{n(n+1)(n+2)(n+3)}}.}
{\displaystyle \ln 2={\frac {131}{192}}+{\frac {3}{2}}\sum _{n=1}^{\infty }{\frac {(-1)^{n+1}}{n(n+1)(n+2)(n+3)(n+4)}}.}
{\displaystyle \ln 2={\frac {661}{960}}+{\frac {15}{4}}\sum _{n=1}^{\infty }{\frac {(-1)^{n+1}}{n(n+1)(n+2)(n+3)(n+4)(n+5)}}.}

### Chuỗi giai thừa nhị phân
{\displaystyle \ln 2=\sum _{n=1}^{\infty }{\frac {1}{2^{n}n}}.}
{\displaystyle \ln 2=1-\sum _{n=1}^{\infty }{\frac {1}{2^{n}n(n+1)}}.}
{\displaystyle \ln 2={\frac {1}{2}}+2\sum _{n=1}^{\infty }{\frac {1}{2^{n}n(n+1)(n+2)}}.}
{\displaystyle \ln 2={\frac {5}{6}}-6\sum _{n=1}^{\infty }{\frac {1}{2^{n}n(n+1)(n+2)(n+3)}}.}
{\displaystyle \ln 2={\frac {7}{12}}+24\sum _{n=1}^{\infty }{\frac {1}{2^{n}n(n+1)(n+2)(n+3)(n+4)}}.}
{\displaystyle \ln 2={\frac {47}{60}}-120\sum _{n=1}^{\infty }{\frac {1}{2^{n}n(n+1)(n+2)(n+3)(n+4)(n+5)}}.}

### Các biểu diễn dạng chuỗi khác
{\displaystyle \sum _{n=0}^{\infty }{\frac {1}{(2n+1)(2n+2)}}=\ln 2.}
{\displaystyle \sum _{n=1}^{\infty }{\frac {1}{n(4n^{2}-1)}}=2\ln 2-1.}
{\displaystyle \sum _{n=1}^{\infty }{\frac {(-1)^{n}}{n(4n^{2}-1)}}=\ln 2-1.}
{\displaystyle \sum _{n=1}^{\infty }{\frac {(-1)^{n}}{n(9n^{2}-1)}}=2\ln 2-{\frac {3}{2}}.}
{\displaystyle \sum _{n=1}^{\infty }{\frac {1}{4n^{2}-2n}}=\ln 2.}
{\displaystyle \sum _{n=1}^{\infty }{\frac {2(-1)^{n+1}(2n-1)+1}{8n^{2}-4n}}=\ln 2.}
{\displaystyle \sum _{n=0}^{\infty }{\frac {(-1)^{n}}{3n+1}}={\frac {\ln 2}{3}}+{\frac {\pi }{3{\sqrt {3}}}}.}
{\displaystyle \sum _{n=0}^{\infty }{\frac {(-1)^{n}}{3n+2}}=-{\frac {\ln 2}{3}}+{\frac {\pi }{3{\sqrt {3}}}}.}
{\displaystyle \sum _{n=0}^{\infty }{\frac {(-1)^{n}}{(3n+1)(3n+2)}}={\frac {2\ln 2}{3}}.}
{\displaystyle \sum _{n=1}^{\infty }{\frac {1}{\sum _{k=1}^{n}k^{2}}}=18-24\ln 2} sử dụng {\displaystyle \lim _{N\rightarrow \infty }\sum _{n=N}^{2N}{\frac {1}{n}}=\ln 2}
{\displaystyle \sum _{n=1}^{\infty }{\frac {1}{4k^{2}-3k}}=\ln 2+{\frac {\pi }{6}}}

### Liên quan đến hàm zeta Riemann
{\displaystyle \sum _{n=2}^{\infty }{\frac {1}{2^{n}}}[\zeta (n)-1]=\ln 2-{\frac {1}{2}}.}
{\displaystyle \sum _{n=2}^{\infty }{\frac {1}{2n+1}}[\zeta (n)-1]=1-\gamma -{\frac {\ln 2}{2}}.}
{\displaystyle \sum _{n=1}^{\infty }{\frac {1}{2^{2n-1}(2n+1)}}\zeta (2n)=1-\ln 2.}
(γ là hằng số Euler–Mascheroni và ζ là hàm zeta Riemann.)

### Biểu diễn dạng BBP
{\displaystyle \ln 2={\frac {2}{3}}+{\frac {1}{2}}\sum _{k=1}^{\infty }\left({\frac {1}{2k}}+{\frac {1}{4k+1}}+{\frac {1}{8k+4}}+{\frac {1}{16k+12}}\right){\frac {1}{16^{k}}}.}
Áp dụng ba chuỗi tổng quát cho logarit tự nhiên của 2 ta được:
{\displaystyle \ln 2=\sum _{n=1}^{\infty }{\frac {(-1)^{n-1}}{n}}.}
{\displaystyle \ln 2=\sum _{n=1}^{\infty }{\frac {1}{2^{n}n}}.}
{\displaystyle \ln 2={\frac {2}{3}}\sum _{k=0}^{\infty }{\frac {1}{9^{k}(2k+1)}}.}
Áp dụng cho {\displaystyle \textstyle 2={\frac {3}{2}}\cdot {\frac {4}{3}}} ta được:
{\displaystyle \ln 2=\sum _{n=1}^{\infty }{\frac {(-1)^{n-1}}{2^{n}n}}+\sum _{n=1}^{\infty }{\frac {(-1)^{n-1}}{3^{n}n}}.}
{\displaystyle \ln 2=\sum _{n=1}^{\infty }{\frac {1}{3^{n}n}}+\sum _{n=1}^{\infty }{\frac {1}{4^{n}n}}.}
{\displaystyle \ln 2={\frac {2}{5}}\sum _{k=0}^{\infty }{\frac {1}{25^{k}(2k+1)}}+{\frac {2}{7}}\sum _{k=0}^{\infty }{\frac {1}{49^{k}(2k+1)}}.}
Áp dụng cho {\displaystyle \textstyle 2=({\sqrt {2}})^{2}} ta được:
{\displaystyle \ln 2=2\sum _{n=1}^{\infty }{\frac {(-1)^{n-1}}{({\sqrt {2}}+1)^{n}n}}.}
{\displaystyle \ln 2=2\sum _{n=1}^{\infty }{\frac {1}{(2+{\sqrt {2}})^{n}n}}.}
{\displaystyle \ln 2={\frac {4}{3+2{\sqrt {2}}}}\sum _{k=0}^{\infty }{\frac {1}{(17+12{\sqrt {2}})^{k}(2k+1)}}.}
Áp dụng cho {\displaystyle \textstyle 2={\left({\frac {16}{15}}\right)}^{7}\cdot {\left({\frac {81}{80}}\right)}^{3}\cdot {\left({\frac {25}{24}}\right)}^{5}} ta được:
{\displaystyle \ln 2=7\sum _{n=1}^{\infty }{\frac {(-1)^{n-1}}{15^{n}n}}+3\sum _{n=1}^{\infty }{\frac {(-1)^{n-1}}{80^{n}n}}+5\sum _{n=1}^{\infty }{\frac {(-1)^{n-1}}{24^{n}n}}.}
{\displaystyle \ln 2=7\sum _{n=1}^{\infty }{\frac {1}{16^{n}n}}+3\sum _{n=1}^{\infty }{\frac {1}{81^{n}n}}+5\sum _{n=1}^{\infty }{\frac {1}{25^{n}n}}.}
{\displaystyle \ln 2={\frac {14}{31}}\sum _{k=0}^{\infty }{\frac {1}{961^{k}(2k+1)}}+{\frac {6}{161}}\sum _{k=0}^{\infty }{\frac {1}{25921^{k}(2k+1)}}+{\frac {10}{49}}\sum _{k=0}^{\infty }{\frac {1}{2401^{k}(2k+1)}}.}

## Biểu diễn dạng tích phân
Logarit tự nhiên của 2 thường xuyên xuất hiện trong các kết quả lấy tích phân. Một số công thức cụ thể bao gồm:
{\displaystyle \int _{0}^{1}{\frac {dx}{1+x}}=\int _{1}^{2}{\frac {dx}{x}}=\ln 2}
{\displaystyle \int _{0}^{\infty }e^{-x}{\frac {1-e^{-x}}{x}}\,dx=\ln 2}
{\displaystyle \int _{0}^{\frac {\pi }{3}}\tan x\,dx=2\int _{0}^{\frac {\pi }{4}}\tan x\,dx=\ln 2}
{\displaystyle -{\frac {1}{\pi i}}\int _{0}^{\infty }{\frac {\ln x\ln \ln x}{(x+1)^{2}}}\,dx=\ln 2}

## Biểu diễn khác
Khai triển Pierce là  A091846
{\displaystyle \ln 2=1-{\frac {1}{1\cdot 3}}+{\frac {1}{1\cdot 3\cdot 12}}-\cdots .}
Khai triển Engel là  A059180
{\displaystyle \ln 2={\frac {1}{2}}+{\frac {1}{2\cdot 3}}+{\frac {1}{2\cdot 3\cdot 7}}+{\frac {1}{2\cdot 3\cdot 7\cdot 9}}+\cdots .}
Khai triển cotang là  A081785
{\displaystyle \ln 2=\cot({\operatorname {arccot}(0)-\operatorname {arccot}(1)+\operatorname {arccot}(5)-\operatorname {arccot}(55)+\operatorname {arccot}(14187)-\cdots }).}
Phân số liên tục đơn giản là  A016730
{\displaystyle \ln 2=\left[0;1,2,3,1,6,3,1,1,2,1,1,1,1,3,10,1,1,1,2,1,1,1,1,3,2,3,1,...\right]},
cho ta những xấp xỉ hữu tỉ đầu tiên là 0, 1, 2/3, 7/10, 9/13 và 61/88.
Phân số liên tục tổng quát:
{\displaystyle \ln 2=\left[0;1,2,3,1,5,{\tfrac {2}{3}},7,{\tfrac {1}{2}},9,{\tfrac {2}{5}},...,2k-1,{\frac {2}{k}},...\right]},
cũng có thể viết dưới dạng
{\displaystyle \ln 2={\cfrac {1}{1+{\cfrac {1}{2+{\cfrac {1}{3+{\cfrac {2}{2+{\cfrac {2}{5+{\cfrac {3}{2+{\cfrac {3}{7+{\cfrac {4}{2+\ddots }}}}}}}}}}}}}}}}={\cfrac {2}{3-{\cfrac {1^{2}}{9-{\cfrac {2^{2}}{15-{\cfrac {3^{2}}{21-\ddots }}}}}}}}}

## Tính những logarit khác
Sử dụng giá trị của ln 2, ta có thể tính logarit của các số tự nhiên khác bằng cách lập bảng logarit của các số nguyên tố rồi tính logarit của các hợp số c dựa trên phân tích ra thừa số nguyên tố của nó
{\displaystyle c=2^{i}3^{j}5^{k}7^{l}\cdots \Rightarrow \ln(c)=i\ln(2)+j\ln(3)+k\ln(5)+l\ln(7)+\cdots }
Bảng logarit của các số nguyên tố
| Số nguyên tố | Logarit tự nhiên xấp xỉ         | OEIS    |
| ------------ | ------------------------------- | ------- |
| 2            | 0693147180559945309417232121458 | A002162 |
| 3            | 109861228866810969139524523692  | A002391 |
| 5            | 160943791243410037460075933323  | A016628 |
| 7            | 194591014905531330510535274344  | A016630 |
| 11           | 239789527279837054406194357797  | A016634 |
| 13           | 256494935746153673605348744157  | A016636 |
| 17           | 283321334405621608024953461787  | A016640 |
| 19           | 294443897916644046000902743189  | A016642 |
| 23           | 313549421592914969080675283181  | A016646 |
| 29           | 336729582998647402718327203236  | A016652 |
| 31           | 343398720448514624592916432454  | A016654 |
| 37           | 361091791264422444436809567103  | A016660 |
| 41           | 371357206670430780386676337304  | A016664 |
| 43           | 376120011569356242347284251335  | A016666 |
| 47           | 385014760171005858682095066977  | A016670 |
| 53           | 397029191355212183414446913903  | A016676 |
| 59           | 407753744390571945061605037372  | A016682 |
| 61           | 411087386417331124875138910343  | A016684 |
| 67           | 420469261939096605967007199636  | A016690 |
| 71           | 426267987704131542132945453251  | A016694 |
| 73           | 429045944114839112909210885744  | A016696 |
| 79           | 436944785246702149417294554148  | A016702 |
| 83           | 441884060779659792347547222329  | A016706 |
| 89           | 448863636973213983831781554067  | A016712 |
| 97           | 457471097850338282211672162170  | A016720 |

Logarit của các số hữu tỉ r = a/b có thể tính bằng công thức ln(r) = ln(a) − ln(b), và logarit của căn bằng ln n√c = 1/n ln(c).
Logarit tự nhiên của 2 có ích bởi các lũy thừa của 2 phân bố dày đặc hơn những lũy thừa khác; tìm những lũy thừa 2i gần với lũy thừa bj của số b nào khác là tương đối dễ dàng, và biểu diễn chuỗi của ln(b) có thể tính bằng Chuyển đổi logarit.

## Tính toán chữ số
Sau đây là bảng những kỷ lục gần đây trong việc tính toán các chữ số của ln 2. Tính đến tháng 12 năm 2018, logarit của 2 đã có nhiều chữ số được tính hơn bất kỳ logarit tự nhiên của số tự nhiên nào khác, ngoại trừ 1.
| Ngày                 | Tên            | Số chữ số         |
| -------------------- | -------------- | ----------------- |
| 7 tháng 1 năm 2009   | A.Yee & R.Chan | 15.500.000.000    |
| 4 tháng 2 năm 2009   | A.Yee & R.Chan | 31.026.000.000    |
| 21 tháng 2 năm 2011  | Alexander Yee  | 50.000.000.050    |
| 14 tháng 5 năm 2011  | Shigeru Kondo  | 100.000.000.000   |
| 28 tháng 2 năm 2014  | Shigeru Kondo  | 200.000.000.050   |
| 12 tháng 7 năm 2015  | Ron Watkins    | 250.000.000.000   |
| 30 tháng 1 năm 2016  | Ron Watkins    | 350.000.000.000   |
| 18 tháng 4 năm 2016  | Ron Watkins    | 500.000.000.000   |
| 10 tháng 12 năm 2018 | Michael Kwok   | 600.000.000.000   |
| 26 tháng 4 năm 2019  | Jacob Riffee   | 1.000.000.000.000 |
| 19 tháng 8 năm 2020  | Seungmin Kim   | 1.200.000.000.100 |